# 飛尚無煙煤
飛尚無煙煤資源有限公司（港交所：1738）是納斯達克上市公司中國天然資源有限公司旗下公司，主要在貴州省從事無煙煤的開採及銷售。飛尚無煙煤在貴州省擁有七座無煙煤礦。
2014年1月22日，飛尚無煙煤以介紹形式在香港交易所上市。

## 外部連結
- 飛尚無煙煤 （页面存档备份，存于）